# Kučín (district de Bardejov)
Kučín est un village de Slovaquie situé dans la région de Prešov.

## Histoire
Première mention écrite du village en 1335.

## Démographie

### Évolution de la population
| Année:               | 1994. | 2004.   | 2014.   | 2024.   |
| -------------------- | ----- | ------- | ------- | ------- |
| Nombre de personnes: | 322   | 319     | 324     | 327     |
| Différence:          |       | -0,93 % | +1,56 % | +0,92 % |

| Année:               | 2023. | 2024.   |
| -------------------- | ----- | ------- |
| Nombre de personnes: | 324   | 327     |
| Différence:          |       | +0,92 % |